# Makemo (comune)
Makemo è un comune della Polinesia francese nelle Isole Tuamotu di 1.422 abitanti divisi in 4 comuni associati:
- Katiu (285 ab.)
- Makemo (738 ab.)
- Raroia (303 ab.)
- Taenga (96 ab.)

Il comune è composto da 11 atolli:
- Makemo
- Haraiki
- Marutea Nord
- Katiu
- Tuanake
- Hiti
- Tepoto Sud
- Raroia
- Takume
- Taenga
- Nihiru